# ティーザー広告
ティーザー広告（ティーザーこうこく）、またはティザー広告は、広義ではある要素を顧客に明らかにしないことによって注意をひこうとする商業広告の一手法で、狭義では「本来、広告で伝えるべき商品についての要素のいくつかを意図して明らかにせず注目を浴びる広告手法」と定義することができる。英語のteaser（じらす人）から命名されている。覆面広告とも言う。ウェブサイトを使った場合にはティーザーサイト、ティザーサイトと呼ぶ。

## 概念と効果
本来、商業広告とは、広告主がある商品やサービスについて、顧客が購入したり利用したりすることを促すために作成・流布させるものであるため、当然に、その商品やサービスについての名称や価格、性能、効能等を明記・明示し顧客に説明することとなる。
しかし、類似の商品やサービスが他にあり、また商業広告が多く作成・流布されている中では、通常の広告では顧客の注意を引けないために、より派手な色彩、デザイン、音楽等の表現を用いて工夫を凝らすことになる。その発展として「本来あるべきものがない」表現は一見して奇異な印象を残すため、顧客の注意を引きやすい。
そうして顧客の「いったいこれは何であろう?」という興味を喚起したうえで、ある日付以降に全てを明らかにしたり、ある操作（例えば封筒を開封、インターネットサイトでの会員登録、等）を行わせて、広告で伝えるべき要素を明らかにする。このように顧客はじらされることにより意識が能動的にその広告に向けられているために、広告の効果が大きくなると考えられている。

## 典型例など
最も典型的なティーザー広告は「商品の姿を全て見せない広告手法」であり、シルエットや遠景などを用いて広告をし、後日の発表日に商品の全てを目にすることができる手法が一般的である。スタイリングやデザインを重視する商品に用いられる例が多い。一例として、日産・GT-Rやななつ星 in 九州は、報道発表がなされるまで車体を黒ラッピングで覆った。
近年の広告手法として挿入曲を歌っている歌手を明らかにしない、ドラマ仕立てのテレビコマーシャルのように「次の広告に期待を持たせる」もの、「（このCMの）続きはネットで検索」というような異なるメディアを連動させたもの等がある。これらもじらすことにより顧客の意識を能動的に広告に向かせる要素があるが、「商品について伝えることができる要素を意図して伝えない」という狭義のティーザー広告の特徴とは異なる（コマーシャルメッセージの項も参照）。また、顧客に隠したいが為に価格や条件を意図して明示しない悪徳商法のような類の広告はティーザー広告とは言わない。

## ティーザーサイト
ティーザーサイトは、上述の説明に準じ、発売前の新製品に関する断片的な情報のみを公開し閲覧者の興味を引くことを意図したプロモーション用ウェブサイトで、自動車のフルモデルチェンジや新型車の発売などに際して当該手法を採る例が典型例の一つとして知られる。背景には、近年では、インターネット網の発達やパソコンの普及が進み、ウェブ閲覧が一般化しつつあることから、紙媒体上やテレビCM等でのティーザー広告のみならず、ウェブ上でこれを展開する例がしばしば見られるようになったものと考えられる。